# Ipomopsis multiflora
Ipomopsis multiflora är en blågullsväxtart som först beskrevs av Thomas Nuttall, och fick sitt nu gällande namn av V. Grant. Ipomopsis multiflora ingår i släktet Ipomopsis och familjen blågullsväxter. Inga underarter finns listade i Catalogue of Life.